# إستيلا دي لوز
إستيلا دي لوز (عمود النور) هو نصب تذكاري في مدينة مكسيكو بنيت في عام 2011 للأحتفال بالذكرى المئوية الثانية للاستقلال عن الحكم الإسباني. فاز التصميم بعد دعوته لمنافسة للحصول على أفضل مزيج من مكسيك الماضي والمستقبل؛ يستخدم التصميم الكوارتز و الإضاءة الكهربائية لتحقيق هذا الغرض. وعلى الرغم من أنه هيكل طويل القامة، لم يبنى في الواقع ليكون الأطول حيث بني بالقرب من بلدية توري التي تعد واحدة من أطول المباني في أمريكا اللاتينية. الاستخدام الرئيسي من استيلا دي لوز للأحداث الثقافية. النصب معروف شعبياً بأسم suavicrema (نوع من الآيس كريم ويفر).

## الأنتقادات
أنتقد الاستيلا دي لوز لكونه بني في وقت متأخر للاحتفالات الرئيسية ولتجاوز تكاليف بناؤه المقدرة بنحو ثلاث مرات. كما أشار المسؤولون إلى أن الهيكل بحاجة إلى تعزيزات ضد الزلازل كما هو الحال لبلدية توري. هذا التعزيز، إلى جانب الصراعات بين المهندس المعماري وشركة البناء من الأسباب الرئيسية التي أدت إلى الوقت الإضافي والمصروفات الزائدة. بعد شهرين من كانون الثاني/يناير 2012 تم اختبار النصب إستيلا دي لوز من قبل زلزال جيريرو أواكساكا 2012 والذي صمد خلاله، جنباً إلى جنب مع غيره من المباني الشاهقة في المنطقة.